# Holographie quantique électronique
 (décembre 2021).
L' holographie quantique électronique (également connue sous le nom de stockage de données holographiques quantiques) est une technique de stockage d'informations qui peut coder et lire des données à une densité sans précédent en stockant jusqu'à 35 bits par électron.

## Recherches
En 2009, le département de physique de l'Université de Stanford a établi un nouveau record du monde pour la plus petite écriture. Le précédent record avait été établi en 1989 par des scientifiques d'IBM qui avaient utilisé un microscope à effet tunnel pour organiser 35 atomes de xénon individuels pour épeler les initiales de l'entreprise. L'équipe de Stanford a également utilisé un microscope à effet tunnel. Cependant, au lieu d'atomes, ils sont passés à un niveau subatomique et ont utilisé des ondes électroniques pour écrire leurs initiales universitaires « SU » et créer la plus petite écriture actuelle au monde à 0,3 nanomètre. Cette réalisation établit en même temps un record de densité d'information. Avant l'invention de cette technique, la densité de l'information n'avait pas dépassé un bit par atome. Les chercheurs en holographie quantique électronique ont ainsi pu repousser la limite à 35 bits par électron ou 20 bits nm -2.

## Description technique
Une puce de cuivre pur est insérée dans un microscope à effet tunnel et nettoyée. Les molécules de monoxyde de carbone sont ensuite placées sur la surface et déplacées. Lorsque les électrons du cuivre rebondissent sur les molécules de monoxyde de carbone, ils créent des motifs d'interférence spéciaux, créant un hologramme quantique électronique. La projection de cet hologramme est un objet électronique. Il est alors possible à des énergies particulières de lire les tranches individuelles de cet objet, comme une pile de pages dans un livre. Un même hologramme peut contenir plusieurs images à des longueurs d'onde différentes.